# مارينيل سوموك أوبالدو
مارينيل سوموك أوبالدو ناشطة فلبينية في مجال المناخ، ساهمت في تنظيم أول إضراب شبابي للمناخ في بلدها. وأدلت بشهادتها بصفتها شاهدة مجتمعية في لجنة حقوق الإنسان في الفلبين كجزء من تحقيقها في مسؤولية الشركات وما إذا كانت آثار الاحتباس الحراري يمكن اعتبارها انتهاكات لحقوق الإنسان في الفلبين..

## حياتها

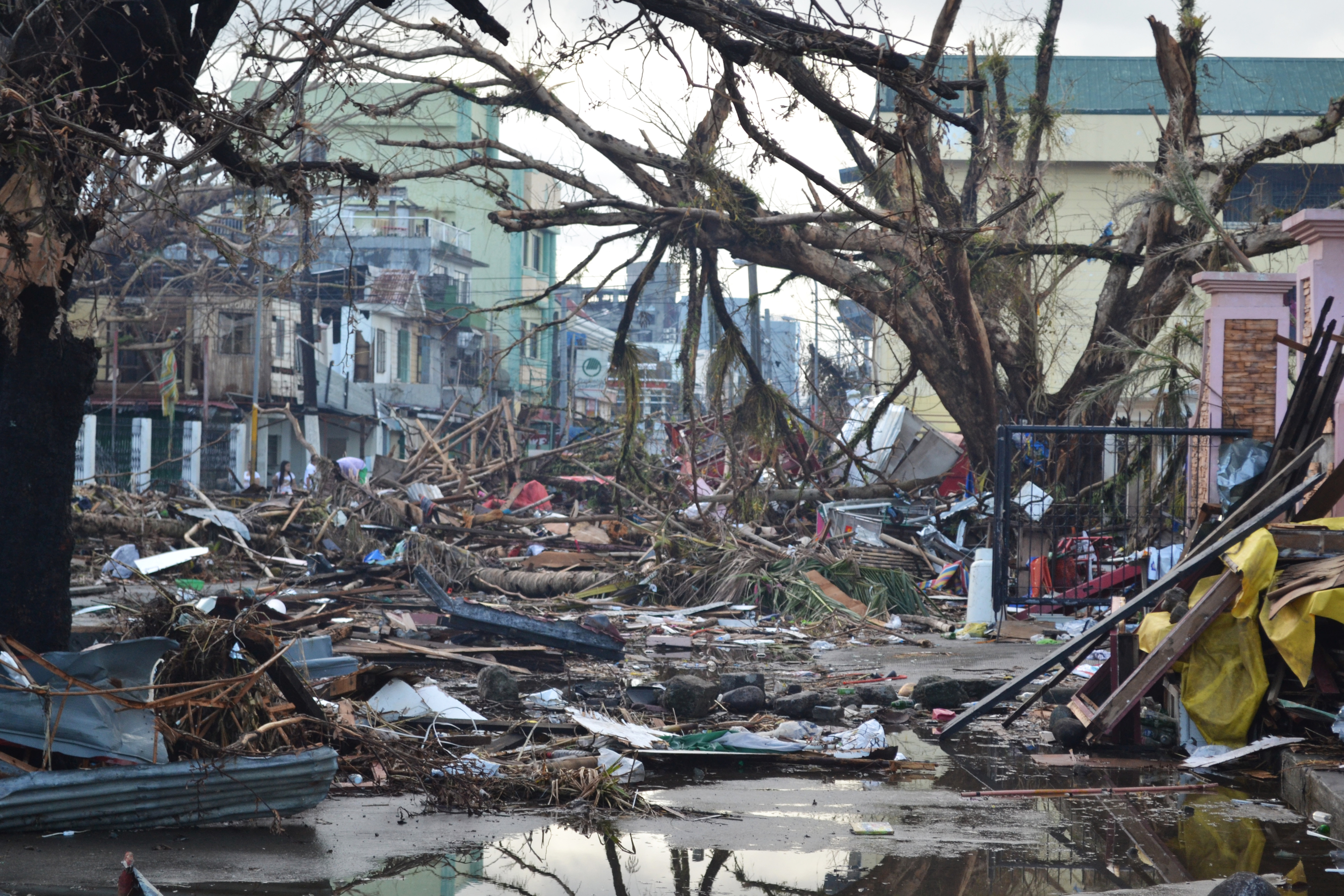
تأثير إعصار هايان، الفلبين (2013)

ولدت أوبالدو في 1997 بالعاصمة مانيلا لأب يعمل صياد سمك.
قبل 2013، كانت أوبالدو قائدة للشباب في الخطة الدولية، وهي منظمة تهدف إلى تعزيز حقوق الأطفال والنساء. خلال هذا الدور، صرحت أوبالدو أنها ثقفّت الجماعات المحلية حول أسباب الاحتباس الحراري.
في نوفمبر 2013، جلب إعصار هايان رياحًا تصل سرعتها إلى 275 كم/ساعة (170 ميلًا في الساعة) وموجات تصل إلى 15 مترًا (45 قدمًا)، مما أثر خاصةً على المناطق المنخفضة في الفلبين. حيث قُتل أكثر من 6.000 شخص في الكارثة وأصيب 28.000 بجروح. صرح العلماء أن الأحداث المناخية القاسية مثل هذا الإعصار، تتفاقم أو تزداد احتمالية بسبب ارتفاع درجات الحرارة العالمية. بعد تجربة مباشرة لتأثيرات إعصار هايان، واصلت أوبالدو نشاطها المناخي، وممارسة الضغط على الحكومات بشأن قضايا تغير المناخ.

## وصلات خارجية
- https://plan-uk.org/
- https://www.amnesty.org/en/get-involved/take-action/w4r-2019-philippines-marinel-ubaldo/